# CIFA Premier League 2020-21
La CIFA Premier League 2020-21 fue la edición número 42 de la CIFA Premier League. La temporada comenzó en 25 de septiembre de 2020 y terminó el 28 de febrero de 2021.

## Formato
Los 10 equipos jugaron entre sí mediante sistema de todos contra todos 2 veces totalizando 18 partidos cada uno, al término de la temporada el club con mayor puntaje se proclamó campeón y de cumplir los requisitos establecidos se clasificará a la CONCACAF Caribbean Club Shield 2022.

## Equipos participantes
| Pos. | Equipo                 |
| ---- | ---------------------- |
| 1    | Bodden Town FC         |
| 2    | Scholars International |
| 3    | Elite SC               |
| 4    | Academy SC             |
| 5    | Latinos FC             |
| 6    | Sunset FC              |
| 7    | Future SC              |
| 8    | Roma United            |
| 9    | George Town SC         |
| 10   | East End United        |

## Tabla de posiciones
| Pos. | Equipo                     | Pts. | PJ | G  | E | P  | GF | GC | Dif. | Clasificación 2020-21                         |
| ---- | -------------------------- | ---- | -- | -- | - | -- | -- | -- | ---- | --------------------------------------------- |
| 1    | Scholars International (C) | 45   | 18 | 14 | 3 | 1  | 51 | 7  | +44  | Campeón y CONCACAF Caribbean Club Shield 2022 |
| 2    | Bodden Town                | 35   | 18 | 10 | 5 | 3  | 25 | 17 | +8   |                                               |
| 3    | Future                     | 32   | 18 | 9  | 5 | 4  | 32 | 26 | +6   |                                               |
| 4    | Academy                    | 30   | 18 | 9  | 3 | 6  | 33 | 23 | +10  |                                               |
| 5    | Latinos                    | 29   | 18 | 9  | 2 | 7  | 26 | 24 | +2   |                                               |
| 6    | Elite                      | 29   | 18 | 8  | 5 | 5  | 22 | 23 | −1   |                                               |
| 7    | East End United            | 21   | 18 | 6  | 3 | 9  | 23 | 32 | −9   |                                               |
| 8    | George Town                | 18   | 18 | 5  | 3 | 10 | 14 | 25 | −11  |                                               |
| 9    | Sunset (O)                 | 10   | 18 | 3  | 1 | 14 | 18 | 37 | −19  | Juego por la permanencia                      |
| 10   | Roma United (D)            | 6    | 18 | 2  | 0 | 16 | 17 | 47 | −30  | Desciende a CIFA Primera División 2021-22     |

Actualizado a los partidos jugados el 4 de Marzo de 2021.
 Fuente: Soccerway